# Phare de Slip Point
Le phare de Slip Point était un phare situé sur le détroit de Juan de Fuca (comté de Clallam), dans l'État de Washington aux États-Unis.
Le feu d'origine a été remplacé par une tour autoportante en 1951, qui a été désactivé vers 2000 et remplacée par une bouée lumineuse.
Le phare est inscrit au Registre national des lieux historiques depuis le 16 mai 2023.

## Histoire
Le phare de Slip Point a été construit pour combler l'espace de 97 km entre le phare du cap Flattery et le phare d'Ediz Hook. Les fonds alloués en 1900 étaient insuffisants pour compléter la station comme prévu, la première lumière fut simplement une lanterne accrochée à l'avant du bâtiment abritant la corne de brume. Il a été mis en service en septembre 1905.
En 1916, une petite tour carrée de 11 m de haut fut construite sur le côté du bâtiment. Sa lanterne abritait une lentille de Fresnel de quatrième ordre visible de la rive canadienne. L'habitation du gardien, une maison d'un étage et demi, plus grande que le phare proprement dit est située de l'autre côté de la pointe. Les gardiens devaient traverser une longue passerelle pour prendre de leurs quarts dans le bâtiment léger du signal de brume.
En 1951, une tour à claire-voie gainée de panneaux blancs remplaça la maison et la tour de brouillard d'origine. Les autres structures ont été enlevées, bien que la passerelle soit restée, car la lumière n'a pas été automatisée jusqu'en 1977. Vers 2000, cette lumière a également été interrompue, ne laissant qu'une bouée pour marquer le point.
La maison du gardien est maintenant utilisée par le département du shérif local. Le terrain fait partie du Clallam Bay Spit Community Beach County Park 
Identifiant : ARLHS : USA-762 - ex-Amirauté : G4764 .